# Oláh Béla (költő)
Tokaji Oláh Béla (Nádudvar, 1886. április 14. – Nagyvárad, 1937. április 26.) költő, elbeszélő, közgazdasági szakíró.

## Életútja
Tanulmányait Debrecenben a Református Főgimnáziumban és a Jogakadémián végezte, Berlinben, Lipcsében és Párizsban közgazdasági és kereskedelmi ismereteit egészítette ki. Jogi doktorátust a kolozsvári egyetemen szerzett (1909). Tisztviselő Kassán, majd Nagyváradon (1917-25), a Kereskedelmi és Iparkamara főtitkára, az Iparosok Lapja és Új Termelés című szaklapok szerkesztője, a Nagyváradi Napló politikai munkatársa (1922-26). Közben egy ideig Budapesten és Debrecenben is él, majd újra Nagyváradon, az Erdélyi Lapok közgazdasági rovatának szerkesztője, A Hét társadalmi hetilap főszerkesztője (1934). A Szigligeti Társaság tagja.

## Munkássága
Versekkel, elbeszélésekkel már a debreceni Ellenőrben jelentkezett. Mint közgazdasági író az ipari és kereskedelmi jogintézmények népszerű magyarázatával, a reklám technikájával és jogi összefüggéseivel, a vásárügy történelmi fejlődésével kapcsolatos, a közügyeket előtérbe helyező gazdasági tájékoztató jellegű cikkeket közölt.
Megjelent munkái: Én már megállok (versek, Debrecen 1910); Hajdúföldön – puszták szerén (elbeszélések, Nagyvárad 1935).